# Parafia św. Andrzeja Boboli w Białymstoku
Parafia pw. św. Andrzeja Boboli w Białymstoku – rzymskokatolicka parafia należąca do dekanatu Białystok – Starosielce, archidiecezji białostockiej, metropolii białostockiej.

## Historia
Placówka duszpasterska w Starosielcach powstała po zakończeniu pierwszej wojny światowej. Administrator diecezji wileńskiej, Protonotariusz Apostolski ks. Kazimierz Mikołaj  Michalkiewicz, dekretem z 25 września 1919 r. na pierwszego duszpasterza wspólnoty starosielskiej powołał ks. Pawła Grzybowskiego. Wspólnota parafialna otrzymała od Dyrekcji Okręgowej  PKP w Wilnie do dyspozycji kaplicę przy szkole podstawowej w Starosielcach oraz dom kolejowy przy ul. Sienkiewicza. W czasie pierwszego nabożeństwa ks. Wilhelm Szwarc, z upoważnienia władzy diecezjalnej, poświęcił kaplicę, nadając jej tytuł Imienia NMP i św. Stanisława Biskupa Męczennika. Nowa placówka parafialna została bardzo szybko zorganizowana, ponieważ istniał już kościół (kaplica), cmentarz parafialny,  plebania oraz  kancelaria. Księgi metryczne prowadzone od początku istnienia placówki duszpasterskiej odnotowują, że pierwszego chrztu udzielono 28 września 1919 r. Janinie Gil, pierwsze małżeństwo zostało zawarte pomiędzy Janem Potockim z Łap i Marią Ekkert ze Starosielc 23 listopada 1919 r., a pierwszy pogrzeb odprawiono 13 stycznia 1920 r. zmarłej Ewie Reszyc.
Kościołem parafialnym jest Kościół pw. św. Andrzeja Boboli, dodatkowo do dyspozycji parafianie mają kościół filialny 
pw. Imienia Najświętszej Maryi Panny i św. Stanisława Biskupa Męczennika w Białymstoku.

## Proboszczowie
- ks. Paweł Stanisław Grzybowski (1919–1932)
- ks. dr Antoni Lewosza (1932–1945)
- ks. mgr Aleksander Bebko (1945–1948)
- ks. Jan Zmitrowicz (1948–1961)

wakat (1961–1966)
- ks. prałat Stefan Girstun (1966–2004)
- ks. kan. Ryszard Puciłowski (od 1 sierpnia 2004)

## Grupy parafialne
- Ruch Odnowy w Duchu Świętym
- Ruch Światło-Życie
- Akcja katolicka
- Kościół domowy
- Parafialny zespół Caritas
- Schola „Boże Echo”
- Wspólnota dla Intronizacji Najświętszego Serca Pana Jezusa